# François Savary de Brèves
François Savary de Brèves (Parigi, 1560 – Parigi, 1628) è stato un ambasciatore e orientalista francese, nonché scrittore.

## Biografia

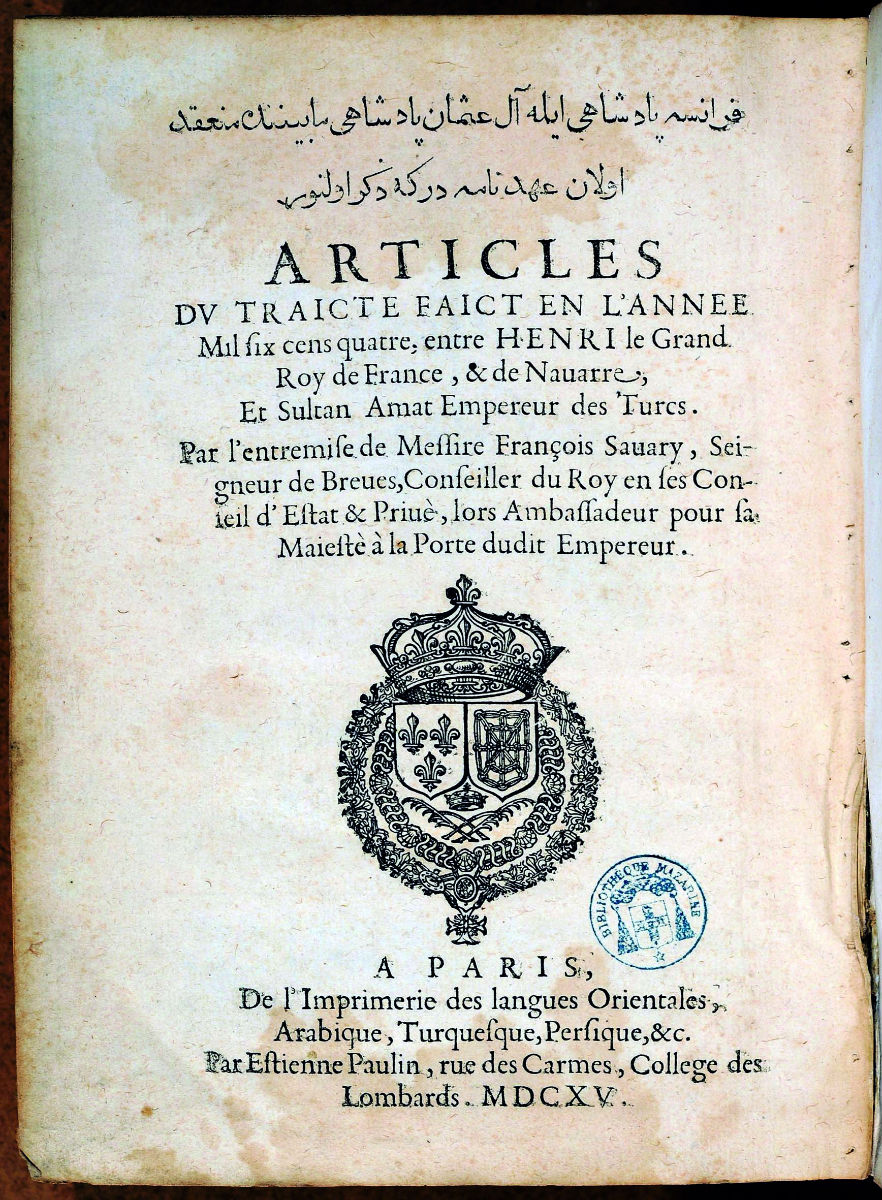
traduzione bilingue franco-turca del 1604 dellAlleanza franco-ottomana, tra il Sultano Ahmed I e Enrico IV di Francia, pubblicata da Savary de Brèves nel 1615.

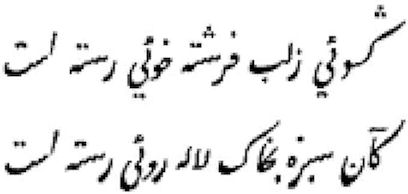
caratteri persiani sviluppati da Savary de Brèves.

François Savary de Brèves (1560–1627) fu un ambasciatore della Francia tra il XVI e il XVII secolo presso l'Impero ottomano. È anche conte di Brèves e marchese di Maulévrier.
Il resoconto dei suoi viaggi è stato pubblicato nel 1628.
Gédéon Tallemant des Réaux, nelle sue Historiettes, ha ricordato che: ogni volta che Mr de Nevers, Mr de Brèves e Catherine de Parthenay si trovavano insieme, conquistavano l'impero del Turco, modo di dire del tempo per esprimere che hanno rifatto il mondo.

## Diplomatico
Nel 1585, François Savary de Brèves accompagna a Istanbul il suo parente Jacques Savary de Lancosme, che diventa ambasciatore presso la Sublime porta. Lancosme è associato alla Lega cattolica e si rifiuta di riconoscere Enrico IV di Francia, il che conduce al suo imprigionamento da parte degli ottomani e la nomina di de Brèves come ambasciatore ad interim.
Dal 1591 al 1605, Brèves fu ambasciatore francese alla Corte ottomana di Costantinopoli. Egli tentò di incitare il sultano per fare la guerra contro Filippo II e a limitare le attività dei pirati barbareschi sulle coste francesi della Provenza, ma invano, il che conduce a relazioni tese tra la Francia e la Sublime porta.
Brèves parlava turco e arabo e divenne famoso per la sua conoscenza della cultura ottomana. Attraverso i suoi sforzi, vennero firmati le capitolazioni dell'Impero ottomano (trattati) tra Enrico IV di Francia e il Sultano Ahmed I il 20 maggio 1604, dando un notevole vantaggio per il commercio francese, contro quello degli inglesi e dei Veneziani. In questi capitolazioni è riconosciuta anche la protezione del re francese su Gerusalemme e la Terra santa. Questi contatti derivavano dall'Alleanza franco-ottomana sviluppata tra la Francia e l'Impero ottomano sotto Francesco I di Francia.
Nel 1607, Brèves divenne ambasciatore a Roma. Sposò Anne de Thou, figlia di Christofle Auguste de Thou, una parente dello storico Jacques Auguste de Thou, nel 1607.
Brèves venne inviato in Tunisia nel 1608 da Enrico IV di Francia.
Nel 1609 diventa il console francese ad Alessandria d'Egitto.
Dopo di che, dal 1615, divenne precettore del fratello del re Luigi XIII di Francia, Gastone d'Orléans, Duca d'Angiò. Vicino a Concino Concini e a Maria de Medici, gli viene revocato l'incarico quando il favorito della reggente cadde in disgrazia nel 1618.

## Orientalistica
Brèves era interessato nella creazione di una macchina da stampa in arabo per conto proprio per introdurre gli studi sull'orientalistica in Francia. Egli possedeva caratteri tipografici arabi, turchi, persiani e siriaci, mentre era a Istanbul. Ha anche portato in Francia una grande collezione di manoscritti orientali; da Istanbul, ne trasferì a Parigi circa 100, creando così la più grande biblioteca orientale in Francia. I tipi di carattere tipografici erano eccellenti, seguiti poi da quelli di Guillaume Le Bé alla fine del XVI secolo.

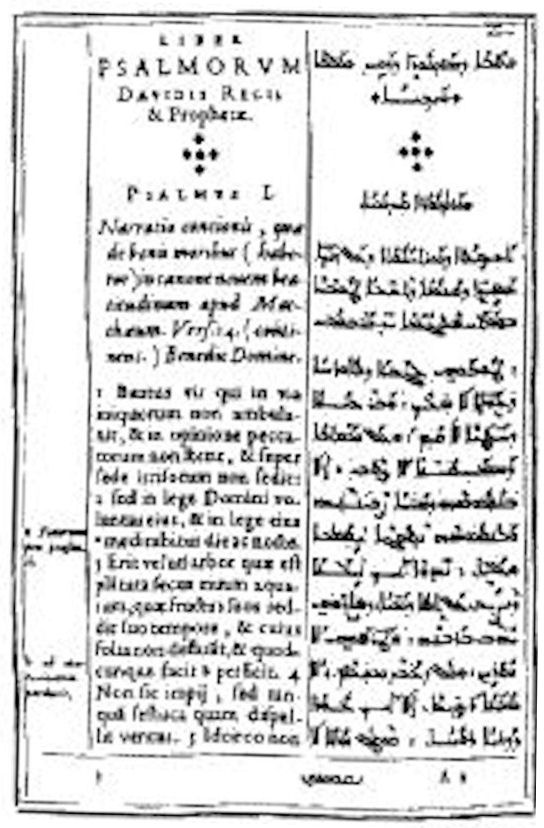
Salterio latino-siriaco di Gabriel Sionita, 1625, stampato da Antoine Vitré con i caratteri di François Savary de Brèves.

Mentre a Roma ha istituito una casa editrice e stamperia, la Typographia Savariana, con la quale pubblicò un'edizione bilingue latino-arabo di un Catechismo del cardinale Roberto Bellarmino nel 1613, come pure nel 1614 una versione in arabo del Libro dei Salmi. Per il lavoro editoriale e le traduzioni, Brèves ha utilizzato i servizi di due sacerdoti libanesi maroniti, ex allievi del Collegio maronita, Gabriel Sionita (Jibrā'īl aṣ-Ṣahyūnī) e Victor Scialac (Naṣrallāh Shalaq al-'Āqūrī).
A Parigi, accompagnato da un altro sacerdote Maronita Johannes Hesronita (Yūḥannā al-Ḥaṣrūnī), pubblicò la prima parte di una Grammatica Arabica maronitarum.
Brèves tentò anche di fondare un collegio di studi orientali a Parigi, ma non ci riuscì per mancanza di fondi. Tuttavia riuscì ad ottenere pensioni regie per Sionita e Scialac, come interpreti e professori di arabo e siriaco al Collège Royal de France.
I caratteri tipografici in arabo dei Brèves continuarono ad essere utilizzati da altre stamperie di testi arabi a Parigi, come ad esempio Antoine Vitré, stampatore del re per le lingue orientali (Linguarum Orientalium Regis Typographus), per molto tempo dopo la sua morte. Dal 1625 erano usati per stampare la Bibbia poliglotta di Parigi, stampata da Antoine Vitré e pubblicata da Guy Michel Le Jay nel 1645, che comprende i primi testi stampati in siriaco dell'Antico Testamento a cura di Gabriel Sionita, il Libro di Rut di Abraham Ecchellensis, anche uno Maronita, il Pentateuco samaritano e una versione di Jean Morin (Joannes Morinus).
Dopo la morte di François Savary de Brèves nel 1627, i caratteri tipografici in arabo sono stati acquisiti dal cardinale Richelieu per il Regno di Francia, al fine di incoraggiare la propagazione del cattolicesimo nel Levante ed evitare che tale strumento cadesse nelle mani degli Ugonotti.
Brèves fu anche fonte di ispirazione per Thomas van Erpe (Erpenius).
I caratteri tipografici di Brèves furono trasferiti alla Stamperia Reale nel 1656. Le stampe in arabo cessarono in Francia per il resto del secolo XVII e per gran parte del XVIII secolo. I caratteri tipografici di Brèves furono salvati dall'oblio, quando gli stessi furono riutilizzati da Joseph de Guignes nel 1787.

## Opere
- Relation des voyages tant en Grèce, Turquie et Aegypte..., Paris, 1628
- Discours sur l'alliance qu'a le roi avec le Grand Seigneur

## Possedimenti
- Jarzé :

Territorio e signoria di Angiò (Maine-et-Loire), eretta in marchesato con lettera dell'aprile 1694 in favore di Urbain della Famille du Plessis de Jarzé. Questo marchesato passa dopo il 1713 a Camille Savary, conte di Brèves.
- Maulévrier :

Territorio e signoria di Bourgogne (Saône-et-Loire), che dalla Famille de Damas, passa nel XVI secolo in quella di Savary. Elevata a marchesato con lettera del febbraio 1625, in favore di François Savary, signore di Brèves, questa passa nel XVIII secolo alla Famille de Langeron.
- Lancosme (oggi Lancôme (Loir-et-Cher)) :

Territorio e signoria di Vendômois (Loir-et-Cher), che apparteneva al casato dei Savary. Fu elevata a baronia con lettera del febbraio 1631, poi in marchesato nel giugno 1738, in favore di Louis-François-Alexandre Savary, signore, barone di Lancosme, poi marchese.